# 2007년 대한민국의 베스트셀러 목록
다음은 2007년 대한민국의 베스트셀러 목록이다. 

## 종합
1. 시크릿(양장본 HardCover)
2. 파피용
3. 대한민국 20대 재테크에 미쳐라
4. 이기는 습관
5. 해커스 토익 Reading(해설집포함)
6. 바보처럼 공부하고 천재처럼 꿈꿔라(청소년 롤모델 시리즈 1)
7. 남한산성
8. 인생 수업
9. 파페포포 안단테
10. 향수(양장본 HardCover)
11. 공중그네
12. 해커스 토익 Listening
13. 청소부 밥
14. 회사가 당신에게 알려주지 않는 50가지 비밀
15. 배려
16. 멘토(스펜서 존슨)(양장본 HardCover)
17. 마시멜로 이야기
18. 살인의 해석
19. 바리데기(양장본 HardCover)
20. 에너지 버스
21. 토마토 베이직: READING(토익이 가벼워지는)(단어암기장1권포함)
22. 해리포터와 죽음의 성물 제7권(1)
23. 해커스 토익 보카(무료 단어암기 TEST, 무료학습자료 제공)
24. 경청
25. 내몸 사용설명서
26. 내려놓음
27. 부의 미래(앨빈 토플러)(반양장)
28. 전쟁의 기술
29. 금융회사가 당신에게 알려주지 않는 진실
30. 생각정리의 기술
31. 프린세스 마법의 주문
32. 사람을 얻는 기술
33. 커피프린스 1호점(양장본 HardCover)
34. 굿바이 게으름
35. 포르토벨로의 마녀(양장본 HardCover)
36. 걸음아 날 살려라
37. 고마워요 소울메이트
38. 긍정의 힘
39. 토마토 베이직: LISTENING(토익이 가벼워지는)
40. 신도 버린 사람들
41. 달콤한 나의 도시
42. 끌리는 사람은 1%가 다르다
43. 마법천자문 13
44. 내 인생을 바꾼 한 권의 책
45. 시골의사의 부자 경제학
46. Basic Grammar in Use : With Answers (2/e(한국어판)
47. 카네기 인간관계론
48. 인연(개정판)
49. 연금술사
50. HACKERS VOCABULARY(해커스 보캐블러리)
51. 친절한 복희씨
52. 해커스 그래머 스타트: 시험 대비 기본 영문법
53. 도쿄타워(엄마와 나, 때때로 아버지)
54. 밀리언 달러 티켓
55. 대한민국 2030 재테크 독하게 하라
56. 고슴도치의 우아함(양장본 HardCover)
57. 돈은 아름다운 꽃이다
58. 주식투자 무작정 따라하기(개정판)
59. 마시멜로 이야기(어린이를 위한)
60. 사랑하라 한번도 상처받지 않은 것처럼
61. 컬처 코드
62. HACKERS TOEFL READING (iBT)
63. 행복의 건축
64. 생각의 탄생(양장본 HardCover)
65. 버전업 굿모닝 독학일본어 첫걸음(개정판)(CD2장포함)
66. 리진 1(양장본 HardCover)
67. 호미
68. 만들어진 신(양장본 HardCover)
69. 아름다움이 나를 멸시한다
70. 홀리가든(양장본 HardCover)
71. 무지개 원리(하는 일마다 잘되리라)
72. 작은 소리로 아들을 위대하게 키우는 법
73. 지도 밖으로 행군하라
74. 단 하루만 더(양장본 HardCover)
75. 하버드 스타일
76. 1250°C 최고의 나를 만나라(양장본 HardCover)
77. 아르헨티나 할머니
78. 모모(비룡소 걸작선 13)
79. 폼페이(양장본 HardCover)
80. 내 영단어장을 공개합니다
81. 똑똑하게 사랑하라
82. 이코노믹 씽킹
83. 시간을 달리는 소녀(양장본 HardCover)
84. 끌림
85. 여자도 여자를 모른다
86. 처음처럼(신영복 서화 에세이)(양장본 HardCover)
87. 안녕하세요 김주하입니다
88. 바람의 화원 1
89. 정진(행복을 부르는 힘)(DVD1장포함)
90. 스케치 쉽게 하기
91. 배려(어린이를 위한)(어린이 자기계발 동화 01)
92. 설득의 심리학 1
93. 오늘의 거짓말
94. 책 먹는 여우(양장본 HardCover)
95. HACKERS TOEFL LISTENING(iBT)(CD1장포함)
96. 사랑해 사랑해 사랑해(아기 그림책 보물창고 1)(양장본 HardCover)
97. 딸은 세상의 중심으로 키워라
98. 용기(양장본 HardCover)
99. 샬롯의 거미줄(시공주니어 문고 독서 레벨 3 35)
100. 아이 러브 유

## 같이 보기
- 대한민국의 베스트셀러